# Fortuna (motorfiets)
Fortuna is een Duits historisch merk van motorfietsen.
De bedrijfsnaam was: Fortuna Kleinmotorenfahrzeugwerk, Nürnberg.
Het beginjaar van de productie van de Fortuna motorfietsen is opmerkelijk: in 1925 verdwenen juist ruim 150 kleine merken van de markt door de enorme concurrentie die was ontstaan. De meeste van deze merkjes hadden in de korte tijd van hun bestaan moeten leven van klanten in hun eigen regio, maar Fortuna had een vrij groot afzetgebied: Zuid-Duitsland. Daar werden de 150-, 175- en 200cc-modellen verkocht tot 1928.
Daarmee was ook het jaar van het einde van de productie opmerkelijk: juist in 1928 kwam er nieuwe wetgeving in Duitsland, waardoor motorfietsen tot 200 cc zonder rijbewijs en belastingvrij gebruikt mochten worden.